# Il-Qortin Isopo
Il-Qortin Isopo är en udde på ön Gozo i republiken Malta.   Den ligger i kommunen In-Nadur, i den nordvästra delen av landet, 25 kilometer nordväst om huvudstaden Valletta. 
Udden består av en klippa cirka 100 meter över havet. Längst ut på klippan ligger tornet Torri ta' Isopu.